# Редоая (Румунія)
Редоая (рум. Rădoaia) — село у повіті Бакеу в Румунії. Входить до складу комуни Парава.
Село розташоване на відстані 217 км на північ від Бухареста, 29 км на південь від Бакеу, 107 км на південний захід від Ясс, 130 км на північний захід від Галаца, 124 км на північний схід від Брашова.

## Населення
За даними перепису населення 2002 року у селі проживали 1207 осіб.
Національний склад населення села:
| Національність | Кількість осіб | Відсоток |
| -------------- | -------------- | -------- |
| цигани         | 689            | 57,1%    |
| румуни         | 518            | 42,9%    |

Рідною мовою назвали:
| Мова      | Кількість осіб | Відсоток |
| --------- | -------------- | -------- |
| румунську | 1049           | 86,9%    |
| циганську | 158            | 13,1%    |